# لازار کاگانویچ
لازار مویسیویچ کاگانویچ (روسی: Ла́зарь Моисе́евич Кагано́вич؛ زاده ۲۲ نوامبر ۱۸۹۳ – درگذشته ۲۵ ژوئیهٔ ۱۹۹۱) سیاست‌مدار اهل اتحاد جماهیر شوروی، و از نزدیکان ژوزف استالین در اداره کشور  بود.
کاگانویچ در یک خانواده یهودی در اوکراین امروزی(در آن زمان بخشی از امپراتوری روسیه) در سال ۱۸۹۳ به‌دنیا آمد. او در نوجوانی و اوایل جوانی به‌عنوان کفاش کار می‌کرد و در سال ۱۹۱۱ به عضویت جناح بلشویک حزب سوسیال دموکرات کارگری روسیه درآمد. در دهه ۱۹۱۰ کاگانویچ به‌عنوان فعال حزبی در دونتسک، ساراتوف و بلاروس فعال بود و رهبری انقلابیون بلشویک در بلاروس طی انقلاب اکتبر را برعهده داشت.
در اوایل دهه ۱۹۲۰ تحت رهبری وی حکمرانی شوروی در ترکستان غربی تثبیت شد. در سال ۱۹۲۲ ژوزف استالین او را به فعالیت‌های سیاسی حزب کمونیست شوروی وارد کرد و از همان زمان کاگانویچ به یکی از متحدان اصلی استالین تبدیل شد. او به سرعت پله‌های ترقی سیاسی در حزب را طی کرد و در سال ۱۹۲۴ به عضویت دائم پولیتبورو درآمد. در سال ۱۹۲۵ کاگانویچ به سمت دبیر اول حزب کمونیست اوکراین منصوب شد و از اواسط دهه ۱۹۳۰ به بعد به‌عنوان کمیسر خلق در امور راه‌آهن، صنایع سنگین و نفت خدمت کرد. در طول جنگ جهانی دوم کاگانویچ به‌عنوان کمیسار سیاسی در جبهه‌های قفقاز شمالی و ماورای قفقاز خدمت کرد.
بعد از مرگ استالین در سال ۱۹۵۳ به مقام معاون اول نخست‌وزیر اتحاد جماهیر شوروی منصوب شد ولی بعد از مشارکت در یک کودتای ناموفق علیه نیکیتا خروشچف، رهبر وقت شوروی در سال ۱۹۵۷ از تمام مقامات دولتی عزل شد و درنهایت در سال ۱۹۶۱ از حزب کمونیست شوروی اخراج شد.
لازار کاگانویچ در ۲۵ ژوئیه ۱۹۹۱، در سن ۹۷ سالگی درگذشت.